# Адольф-Луї-Еміль Біта
Адóльф-Луí-Емíль Бітá (24 лютого 1826 — початку 1888 р.) — французький журналіст і науковець.
У 17 років приєднався до воєнної кампанії в Криму та Італії. Після закону «Про пресу», прийнятого у 1868 році, працював у кількох паризьких газетах, а з 1871 року — в наукових журналах, зокрема: «Французький журнал» («Revue de France») та «Універсальний музей науки» («Le Musée universel et La Science illustrée»), який він заснував за кілька тижнів до смерті. Був засновником двох журналів: «Паризькі виставки» (1878) та «Народна освіта і наука» (1881, 1887). Крім науково-популярних книг та низки практичних енциклопедій, написав також біографічний словник.

## Основні публікації

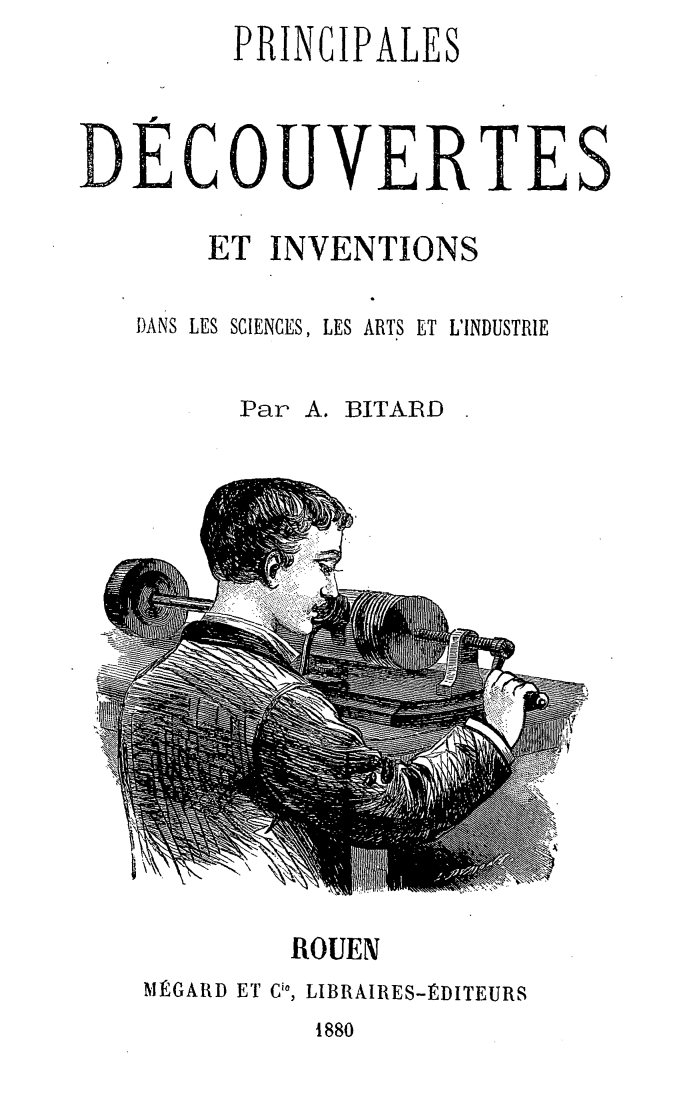
«Основні відкриття і винаходи в області науки, мистецтва і промисловості», 1880.

- «Універсальна енциклопедія практичних знань, що включає інформацію на всі теми, звичні для книги, незамінної для сімей, автор А. Біта, із залученням учених та спеціалістів», 1875.
- «Загальний словник біографій, сучасних французьких та іноземних, що містить імена та псевдоніми всіх персоналій, відомих зараз, історії їх життя, їх діяння та їх творів, а також дати основних подій, які стосуються їхньої кар'єри, тощо», 1878. Текст онлайн
- «Практичне керівництво для паризьких виставок», 1878.
- «Виставки в Парижі (1878), написана А. Біта за участі письменників, спеціальні. Редакції видами, сценами, репродукціями об'єктів мистецтва, машин, малюнків і гравюр, найкращих художників», 1878.
- «Світ чудес. Таблиця великих мальовничих явищ природи і проявів людського генія в галузі науки, промисловості і мистецтва», 1878.
- «Будинок Книги, який включає інформацію з усіх тем», (1878). Перевидання: «Книга господині будинку і матері сім'ї, книга, що містить необхідні відомості в практичному житті», в 1880 році.
- «Задоволення, ігри та розваги вдома», 1878. Текст онлайн [Архівовано 27 листопада 2015 у Wayback Machine.]
- «Основні відкриття і винаходи в області науки, мистецтва і промисловості», 1880. Текст онлайн [Архівовано 27 листопада 2015 у Wayback Machine.]